# Kylee meets Bounen no Zamned
Kylee meets Bounen no Zamned (Kylee meets 亡念のザムド?) è il secondo EP di Kylee Saunders.

## Album
Pubblicato il 29 luglio 2009, quattro mesi dopo il precedente Love Kicks..., è il primo album di Kylee pubblicato da DefStar Records. 
 L'EP contiene il singolo VACANCY, sigla di chiusura dell'anime Xam'd: Lost Memories (in giapponese Bounen no Zamned), e altre due tracce apparse nella serie e nella colonna sonora della stessa.

## Lista tracce
Testi e musiche di Kylee Saunders.
1. VACANCY – 4:36
2. Just Breathe – 3:11
3. Over U – 4:34
4. VACANCY (TV SIZE) – 1:29
5. Just Breathe (TV SIZE) – 1:46
6. Over U (TV SIZE) – 1:30

## Formazione
- Kylee Saunders – voce
- Chris Vazquez – chitarra solista
- Jin Joo Lee – chitarra ritmica
- Troy Laureta – tastiere
- Bana Haffar – basso
- Patrick Jarrett – batteria